# 西法爾茅斯 (麻薩諸塞州)
西法爾茅斯（英語：West Falmouth）是位於美國麻薩諸塞州巴恩斯特布爾縣的一個普查規定居民點。

## 人口
根據2020年美國人口普查的數據，西法爾茅斯的面積為11.28平方千米，當中陸地面積為7.97平方千米，而水域面積為3.31平方千米。當地共有人口1812人，而人口密度為每平方千米160.64人。